# Aeropuerto de Fort Albany
El Aeropuerto de Fort Albany (del inglés: Fort Albany Airport) (IATA: YFA, OACI: CYFA) está ubicado adyacente a Fort Albany, Ontario, Canadá.

## Aerolíneas y destinos
- Air Creebec
  - Attawapiskat / Aeropuerto de Attawapiskat
  - Kashechewan / Aeropuerto de Kashechewan
  - Moosonee / Aeropuerto de Moosonee
  - Peawanuck / Aeropuerto de Peawanuck
  - Timmins / Aeropuerto de Timmins